# フットサルナビ
フットサルナビは、かつてガイドワークスが発行（当初は白夜書房）していた、フットサル専門の雑誌である。2006年に創刊。
フットサルマガジンピヴォ!が2011年に廃刊して以降、唯一のフットサル業界の専門誌であったが、2017年12月15日の発売号を以って休刊となった。これにより、日本国内におけるフットサル誌は全て無くなった。

## 概要
ムックとして発売されていた頃から2014年1月号まで、表紙を「キャプテン翼」の作者である高橋陽一が描きおろしで描いていた。連載『上手くなりたきゃコレをやれ！』は、2018年9月15日に『上手くなりたきゃコレをやれ! フットサル攻撃的テクニック』として書籍化された。